# بسته (مجموعه تلویزیونی)
بسته (کره‌ای: 더 패키지؛ انگلیسی: The Package) یک مجموعه تلویزیونی محصول کره جنوبی سال ۲۰۱۷ با بازی لی یون هی، جونگ یونگ هوا، چوی وو شیک و یون پارک است. این مجموعه در کره جنوبی و چین پخش شد. در کره جنوبی از ۱۳ اکتبر تا ۱۸ نوامبر ۲۰۱۷، روزهای جمعه و شنبه ساعت ۲۳:۰۰ (کی‌اس‌تی) از جی‌تی‌بی‌سی برای ۱۲ قسمت پخش شد.

## بازیگران

### اصلی
- لی یون هی در نقش یون سو سو[۴]
- جونگ یونگ هوا در نقش سان ما رو[۵]

### مکمل

#### توریست‌ها
- چوی وو شیک در نقش کیم کیونگ جه
- ها شی اون در نقش هان سو ران
- ریو سونگ سو در نقش جونگ یون سونگ
- پارک یو نا در نقش جونگ نا هیون
- جونگ کیو سو در نقش اوه گاب سو
- لی جی هیون در نقش هان بوک جا
- یون پارک در نقش یون سو سو